# Donax hanleyanus
El berberecho o almeja mariposa (Donax hanleyanus) es una especie de molusco bivalvo marino comestible del género Donax. Habita en aguas costeras del este y sudeste de Sudamérica.

## Taxonomía
Descripción original
Esta especie fue descrita originalmente en el año 1847 por el zoólogo y naturalista alemán, radicado en Chile, Rodolfo Amando Philippi.   

## Distribución y hábitat
El berberecho se localiza en aguas litorales del océano Atlántico sudoccidental, desde áreas tropicales hasta templadas, distribuyéndose por el norte desde Caravelas (estado de Bahía), Brasil (17°S), llegando por el sur hasta punta Mogotes, Mar del Plata, provincia de Buenos Aires, centro-este de la Argentina (37°S).
Esta especie habita en la zona intermareal y del barrido del oleaje en playas arenosas, así como también a mayor profundidad. Frecuentemente viven alineados verticalmente en altas concentraciones. Cuando las olas dejan a los ejemplares expuestos, cavan muy rápidamente con su pie (o “lengua”), enterrándose en pocos segundos, hasta una profundidad máxima de unos 20 cm; sin embargo, al poseer cortos sifones, generalmente solo se entierran unos 3 cm. En las aguas del partido de Villa Gesell presenta dos periodos de desove: agosto a septiembre y enero a febrero.
Sus larvas son transportadas progresivamente por las corrientes de marea hacia las playas desde aguas más profundas.

## Hábitos de vida
Su alimentación consiste en un tipo de filtración, denominado suspensívoro. Inhala gracias a una estructura sifonal; su sifón cuenta con 6 tentáculos principales y otros 6 tentáculos secundarios. Su dieta está basada en especial en vegetales, diatomeas.

## Características
Esta especie presenta una frágil concha, la que exhibe una notable variabilidad en su patrón cromático aún en una misma población. Esta posee forma triangular, con su extremo posterior truncado y bordes distal y ventral finamente dentados. Su tamaño promedio es de alrededor de 25 mm, con máximos inferiores a los 40 mm.
Valva derecha e izquierda del mismo animal:

Valva derecha
Valva izquierda

## Aprovechamiento
Son recolectadas por los pobladores y turistas para servir de alimento, si bien su pequeño tamaño desalienta las capturas, por lo que es aún más abundante que otras especies de bivalvos más grandes, como la almeja amarilla. Se lo emplea también como cebo para la pesca recreativa. Con sus conchas se confeccionan artesanías, características de localidades del litoral marítimo. La urbanización de las áreas contiguas a los ambientes donde vive, repercute de manera negativa en las poblaciones de este molusco y en la calidad de su hábitat.
Comercialmente aún no es explotada intensamente en razón de no contar con carne de gran calidad y por el muy alto costo que demanda su extracción.  Solo se lo explota mediante algo de pesca artesanal, para abastecer algunos restaurantes (ofrecido para integrar “picadas de mariscos”), para preparar conservas y, esporádicamente, en pescaderías.

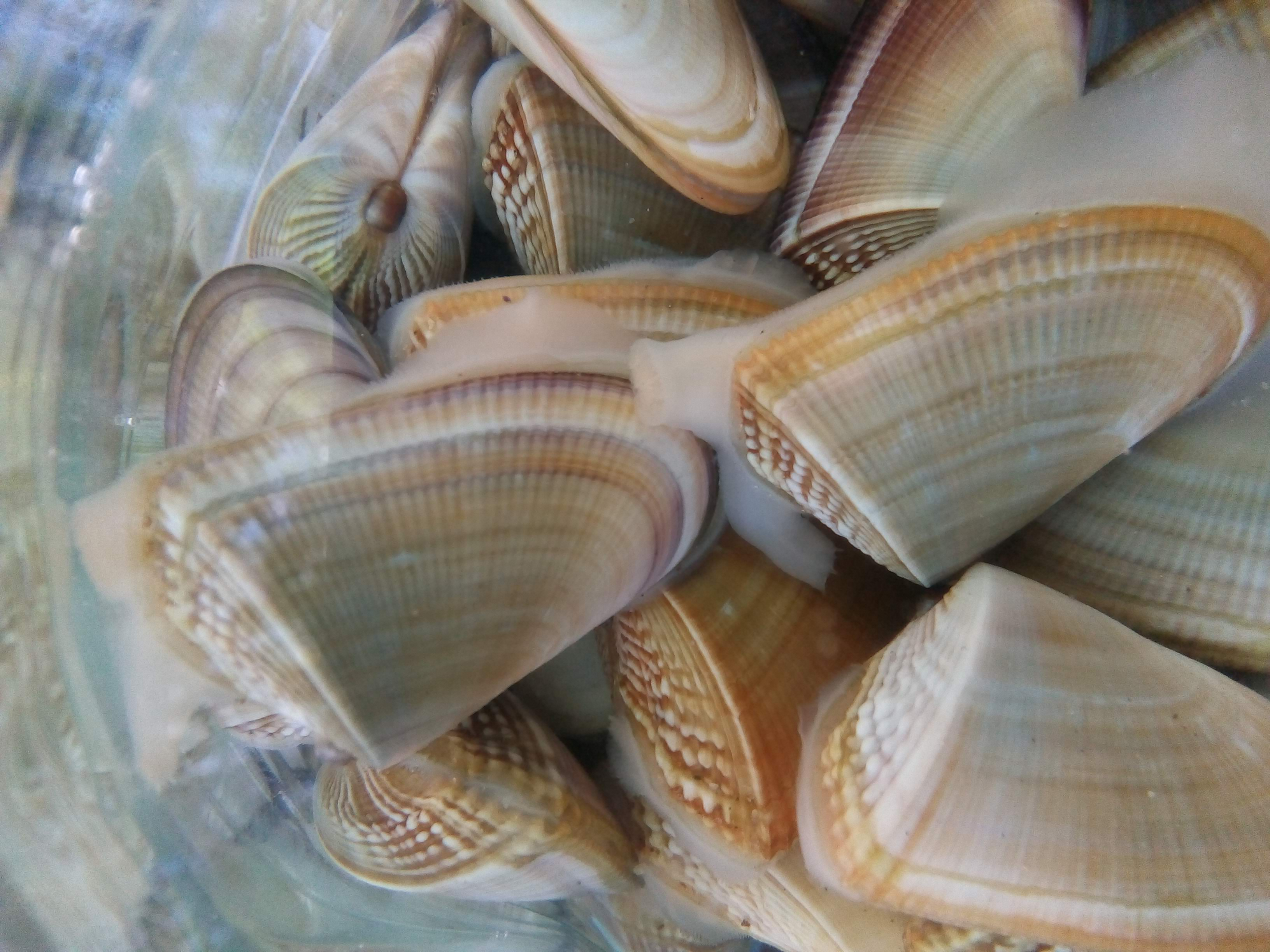
Berberechos en Uruguay.